# Cecilia Capriotti
Cecilia Capriotti (Ascoli Piceno, 27 febbraio 1976) è un personaggio televisivo e attrice italiana.

## Biografia

### Carriera
Fa il suo debutto nel mondo dello spettacolo nel 2000, partecipando al concorso di bellezza Miss Italia, dove si classifica quarta. In tale occasione viene notata da Lele Mora, che la mette sotto contratto. Negli anni successivi lavora principalmente come fotomodella e indossatrice, e partecipa ai videoclip delle canzoni Mon amour di Gigi D'Alessio e Sotto i raggi del sole di Brusco.
Nella stagione 2004-2005 inizia a lavorare nella televisione italiana come valletta del talk sportivo di Rai 2 Dribbling. Nella stagione 2005-2006 è inviata fissa del rotocalco di Rai 1 La vita in diretta, mentre in quella successiva affianca Gene Gnocchi nello show La grande notte, in seconda serata su Rai 2. Nel 2008 fa il suo debutto come attrice al cinema, interpretando il ruolo di Eva nel film No problem di Vincenzo Salemme, recitando accanto a Salemme, Sergio Rubini, Giorgio Panariello e Aylin Prandi; nello stesso anno partecipa alla sitcom di Rai 2 Piloti, e posa per la copertina di Max.
Nel 2010 prende parte come concorrente, in coppia col ballerino Samuel Peron, alla sesta edizione del talent show Ballando con le stelle, condotto da Milly Carlucci su Rai 1. Nella primavera del 2011 debutta al Salone Margherita recitando assieme a Pippo Franco ne Il marchese del Grillo, e nell'autunno dello stesso anno posa per il calendario sexy della rivista For Men. Durante l'anno seguente è attiva soprattutto al cinema, con una breve apparizione in To Rome with Love di Woody Allen e con E io non pago - L'Italia dei furbetti, per la regia di Alessandro Capone; in televisione è poi tra le protagoniste femminili della sitcom S.P.A., in onda su Italia 2.
All'inizio del 2013 è a teatro con la commedia Uomini sull'orlo di una crisi di nervi di Alessandro Capone. Nell'estate seguente è tra i concorrenti del reality show Jump! Stasera mi tuffo di Canale 5. Per la stessa rete, nel 2014 è nel cast della miniserie televisiva I segreti di Borgo Larici, diretta nuovamente da Alessandro Capone. Sempre su Canale 5, negli anni seguenti, partecipa ad altri due reality show: nell'inverno 2018 è tra i concorrenti della tredicesima edizione de L'isola dei famosi mentre nella stagione 2020-2021 è tra i partecipanti alla quinta edizione del Grande Fratello VIP. Durante la diretta del 18 gennaio 2021 viene eliminata dal gioco tramite il televoto.

### Vita privata
Nel 2007 il magistrato Henry John Woodcock la iscrive nel registro degli indagati nell'ambito dell'inchiesta giudiziaria Vallettopoli, con l'accusa di presunta estorsione ai danni dell'ex calciatore Francesco Coco: nel 2008 è stata scagionata da ogni accusa. Nel 2010 è stata vittima di un tentativo di estorsione di denaro da parte di un press agent che le avrebbe richiesto del denaro per poter lavorare in televisione.
Nell'ottobre 2016, dalla relazione con l'imprenditore Gianluca Mobilia, ha una figlia.

## Filmografia

### Cinema
- No problem, regia di Vincenzo Salemme (2008)
- To Rome with Love, regia di Woody Allen (2012)
- E io non pago - L'Italia dei furbetti, regia di Alessandro Capone (2012)

### Televisione
- Le avventure di Diabetik  – sitcom, episodio 1x02 (2007)
- Piloti – serie TV (2008)
- Raffinati – sitcom, episodio 1x01 (2009)
- S.P.A. – sitcom (2012-2013)
- I segreti di Borgo Larici, regia di Alessandro Capone – miniserie TV (2014)

## Teatro
- Il marchese del Grillo, regia di Pippo Franco (2011)
- Uomini sull'orlo di una crisi di nervi, di Alessandro Capone e Rosario Galli, regia di Alessandro Capone (2013)

## Programmi TV
- Miss Italia (2000)
- Dribbling (2004-2005)
- La vita in diretta (2005-2006)
- La grande notte (2006-2007)
- Ballando con le stelle (2010)
- Jump! Stasera mi tuffo (2013)
- L'isola dei famosi (2018)
- Pomeriggio Cinque (2018-2021)
- Grande Fratello VIP (2020-2021)
- Back to School (2023)
- 361 Lounge (2023-in corso)

## Videoclip
- Mon amour di Gigi D'Alessio (2001)
- Sotto i raggi del sole di Brusco (2002)